# Kelhauri (Chachai)
Kelhauri é uma vila no distrito de Shahdol, no estado indiano de Madhya Pradesh.

## Demografia
Segundo o censo de 2001, Kelhauri tinha uma população de 9 502 habitantes. Os indivíduos do sexo masculino constituem 53% da população e os do sexo feminino 47%. Kelhauri(chachai) tem uma taxa de literacia de 70%, superior à média nacional de 59,5%: a literacia no sexo masculino é de 78% e no sexo feminino é de 61%. Em Kelhauri(chachai), 13% da população está abaixo dos 6 anos de idade.